# 키타무라 아키히로

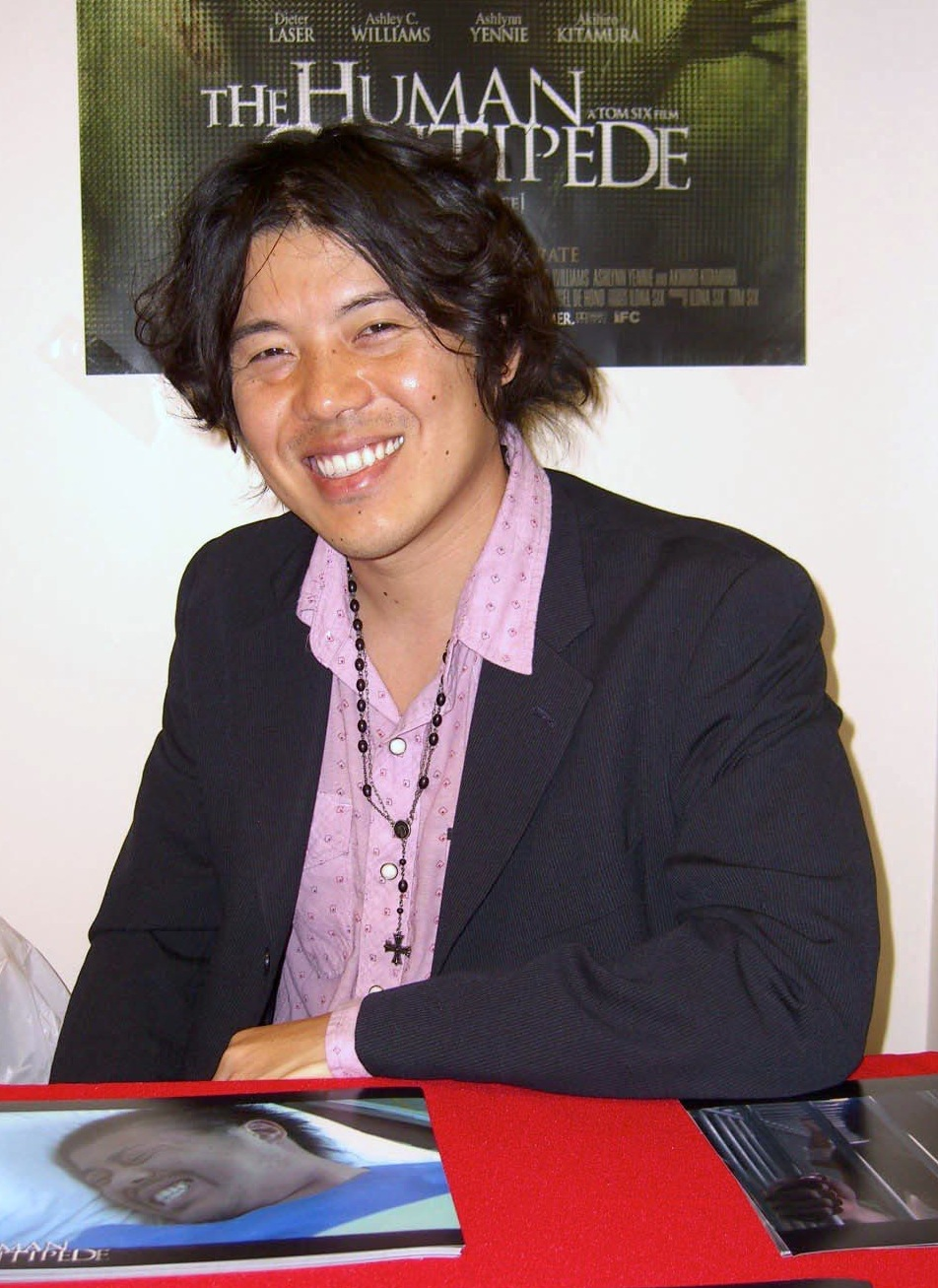

키타무라 아키히로(Akihiro Kitamura, 1979년 3월 25일 ~ )는 일본의 배우, 일본의 성우, 텔레비전 배우이다.
고치시에서 태어났다.

## 방송
- 여자 노부나가
- 히어로즈 시즌4

## 영화
- 도쿄 트라이브 (2014년)
- 여자 노부나가 (2013년)
- 지옥이 뭐가 나빠 (2013년) - 히트맨 역
- 죽도록 아름다운 세상 (2013년) - 마사노리 역
- 니플 & 팜 트리스 (2011년)
- 휴먼 센티피드 (2009년) - 카츠로 역
- 포르노 (2004년)